# Vetle Eck Aga
Vetle Eck Aga (Bodø, 4 de octubre de 1993) es un jugador de balonmano noruego que actúa de especialista defensivo en el Kolstad Håndball. Es internacional con la selección de balonmano de Noruega.

## Palmarés

### IK Sävehof
- Liga sueca de balonmano masculino (2): 2019, 2021
- Copa de Suecia de balonmano (1): 2022

### Kolstad Håndball
- Liga de Noruega de balonmano (2): 2023, 2024
- Copa de Noruega de balonmano (2): 2023, 2024

## Clubes
| Club             | País    | Año         |
| ---------------- | ------- | ----------- |
| Bodø HK          | Noruega | 2010 - 2017 |
| IK Sävehof       | Suecia  | 2017 - 2022 |
| Kolstad Håndball | Noruega | 2022 - Act. |